# Die Heuschrecken (Leonow)
Die Heuschrecken ist eine Erzählung des russischen Schriftstellers Leonid Maximowitsch Leonow. Sie erschien 1982 in der DDR als Teil des Erzählbandes Weiße Nacht und andere Erzählungen im Verlag der Nation. Im Zentrum der Handlung steht der russische Protagonist Maronow, der in das damals sowjetische Turkmenien reist, als eine Heuschreckenplage über das Land hereinbricht. Er beteiligt sich an deren Bekämpfung.

## Inhalt
Die Erzählung beginnt damit, dass Pjotr Maronow auf die Fähre zur Überquerung des Flusses Amu-Darja nach Turkmenien wartet. Er kommt über Murmansk aus Nowaja Semlja, einer Insel in der Barentssee. Dorthin war er gesandt worden, um Eisgang, Windrichtung, Bodentemperatur und Luftdruck zu beobachten, Wassermessungen vorzunehmen und die Ergebnisse zu protokollieren. Einige Tage vor der Abreise dorthin hatte sein Bruder Jakob ihn gebeten, ihn begleiten zu dürfen. Anlass dafür war das Ende von Jakobs Beziehung zu Ida, die von ihr beendet worden war. Nachdem die Brüder auf ihrem Beobachtungsposten von ihrem Koch ohne Schlittenhunde und Vorräte zurückgelassen worden waren, starb Jakob an Skorbut. Pjotr wollte ihn ursprünglich begraben, doch dazu fehlte ihm die Kraft, also überließ er ihn dem Meer.
Als Maronow in Turkmenien in der Stadt Düschakli ankommt, trifft er zufällig Schmul Masel, Schmel genannt, den er und sein Bruder an der Hochschule kennengelernt hatten. Inzwischen ist Masel mit Ida verheiratet und Maronow berichtet ihm, dass Jakob vor mittlerweile bereits einem Jahr verstorben sei. Er begleitet Masel in dessen und Idas Wohnung. Als Maronow und Ida unter vier Augen sind, fragt sie nach den Umständen von Jakobs Tod; Maronow berichtet ihr davon. Er entscheidet sich in dieser Situation jedoch bewusst dagegen, ihr die Details der Todesnacht zu beschreiben. Anschließend fragt er Ida, warum sie seinen Bruder damals verlassen habe. Ihre Antwort fällt schlicht aus, sie hätte ihn nicht mehr geliebt und darüber hinaus werde sie auch mit noch anderen Männern als Masel zusammen leben, falls es notwendig würde.
Nach dem Gespräch mit Ida wird Maronow ins Komitee zum turkmenischen Komiteevorsitzenden Akiamow bestellt. Parallel dazu tauchen zum ersten Mal in der Erzählung die Heuschrecken auf. Sie überqueren die turkmenische Grenze aus Afghanistan kommend bei Sussatan-Kuju. Als Akiamow von der Grenze die Mitteilung über die Heuschrecken erhält und die Tatsache im Komitee bekannt wird, schlägt Masel vor, dass Maronow ihn in seiner Eigenschaft als Landwirt von Düschakli nach Kenderli begleiten solle, was auch geschieht. Während die beiden Männer sich zu Pferd auf die Reise begeben, wird ein einheimischer Heuschrecken-Experte hinzugezogen. Doch als sich seine Fachkenntnisse als unzureichend erweisen, reist ein Professor aus Moskau an, welcher umfassendes Fachwissen über die Heuschrecken mitbringt und für Aufklärung in Turkmenien sorgt.
Das Land begreift allmählich die Ausmaße der Krise und beginnt darauf zu reagieren. Es werden Aufklärungspatrouillen durchgeführt, Regimenter aufgestellt, eine „Antiheuschreckenarmee“ entsteht. Maronow wird im Zuge dessen zum Tschussar und führt einen Trupp an. Dort holt er einen jungen Mann namens Pukessow zu sich, der als Frauenheld bekannt ist und Maronow gegenüber selbstbewusst und provokant auftritt. Als Pukessow bei sexuellen Aktivitäten mit einer Frau beobachtet wird und Maronow ihn später darauf anspricht, reagiert jener unbekümmert mit Fragen zur Bezahlung von Überstunden und Spesenausgleich. Aufgrund dieser Unverschämtheit schickt Maronow ihn als Strafmaßnahme nach Suchry-Kul. Durch seine konsequente Ahndung von Fehlverhalten, seine strenge Führung der Truppe und seine Besessenheit im Kampf gegen die Heuschrecken erhält Maronow schließlich den Beinamen „der rasende Tschussar“.
Der Ort Kenderli wird zum Zentrum des Heuschrecken-Kampfes, insgesamt verbringt Maronow sechs Wochen dort. Währenddessen verändert er sich sehr. Masel erkennt ihn kaum wieder, als er ihn nach diesen Wochen erneut trifft. Die Heuschrecken dringen immer weiter ins Land vor, Masel berichtet, dass sie inzwischen die Wolga erreicht hätten. Außerdem sprechen die beiden Männer darüber, dass Ida bei einer der Gruppen in Maronows Gebiet mitarbeitet, und reiten gemeinsam in Richtung der Felder, wo die Heuschrecken-Schwärme sich gerade aufhalten. Dort treffen sie auf Pukessow, der sich ebenfalls stark verändert hat. Masel und Maronow bemerken bei dieser Gelegenheit beide, dass Ida nun mit Pukessow liiert ist.
Am nächsten Tag reitet Maronow ohne Masel weiter und erlebt vor den Toren von Düschakli, wie ein Damm bricht, der Bewässerungskanal, der die Heuschrecken bis dahin von der Stadt ferngehalten hatte, schlagartig versiegt und der Schwarm sich unaufhaltsam auf Düschakli zubewegt. Maronow bäumt sich ein letztes Mal auf und versucht, die Stadt vor dem Untergang zu bewahren, dann bricht er zusammen. Nach seiner inneren Kapitulation angesichts der Heuschrecken-Apokalypse flüchtet er sich in eine Lehmruine, in der er auf Ida trifft, die ihn nicht gleich erkennt. Doch als sie plötzlich bemerkt, wer er ist, fragt sie ihn mehrfach, warum er nach Turkmenien gekommen sei. Bevor Maronow darauf antwortet, erzählt er ihr von der Nacht, in der Jakob starb. Das hatte er in dem ersten Gespräch mit Ida vermieden. Nach seinem Bericht begreift er schließlich selbst, dass er nach Turkmenien fuhr, um die Illusion zu bekämpfen, die in seinem Geist durch Jakobs Erzählung von Ida entstanden war. Durch diese Erzählungen hatte Maronow sich in eine Phantasie verliebt, der die leibhaftige Ida vollkommen widerspricht. Es fällt ihm nun auch schwer, Jakobs Leidenschaft für diese Frau nachzuvollziehen. Die Konfrontation mit der Realität löst in diesem Moment der Klarheit eine Befreiung in Maronow aus. Gleichzeitig glaubt Ida plötzlich, an Pjotrs Stelle Jakob zu sehen, berührt ihn an der Hand und bittet ihn zu bleiben. Maronow verlässt daraufhin die Lehmhütte mit dem Gefühl einer sich neu bildenden Haut und erkennt, dass auf das Stadium der Jugend kein Abgrund folgt, sondern ein Zustand von Reife und Gefasstheit.
Schließlich kehrt Maronow in den Norden zurück. Bei seinem Abschied von Masel kann er sich genau an den Kampf gegen die Heuschrecken erinnern, aber nicht an das letzte Gespräch mit Ida.

## Analyse
Die Eingangsszene wird vergleichsweise ausführlich beschrieben und nimmt im Kontext der gesamten Erzählung eine Schlüsselfunktion ein. Dies wird einerseits darin deutlich, dass sie vergleichsweise viel Erzählzeit im Text in Anspruch nimmt, wodurch ihre Bedeutung betont wird. Andererseits lässt sich in ihr ein Bezug zur griechischen Mythologie und dem Fluss Lethe erkennen. Dieser ist dort unter anderem ein Symbol für die Grenze zwischen dem Reich der Lebenden und dem Reich der Toten. Es hieß außerdem, dass diejenigen, die von ihm tranken, all ihre Erinnerungen verloren, bevor sie das Reich der Toten betraten. Dieser Aspekt des Vergessens wird im Text selbst formuliert, dort heißt es „Die Erinnerung an den Bruder war das erste, was Pjotr als Ballast abwarf, als er auf neue Tour ging“. Auch bei Maronows Abreise aus Turkmenistan am Ende der Erzählung wird dieses Motiv des Vergessens aufgegriffen, als er sich zwar an den Heuschrecken-Kampf erinnern kann, aber nicht an das letzte Gespräch mit Masels Frau Ida in der Lehmhütte.
Passend zu dem Lethe-Symbol, könnten die Heuschrecken dahingehend betrachtet werden, dass sie Tod und Vernichtung mit sich bringen und Turkmenistan so selbst zu einem Ort oder Reich des Todes wird. So beschreibt Leonow am Ende der Erzählung auch, wie Maronow zu der Lehmhütte zurückkehrt, in der das letzte Gespräch mit Ida stattgefunden hatte, und dort nichts findet: „[…] eine ganze tote Stadt lag am Eingang der Wüste“. Daraufhin reist der Protagonist zurück nach Russland. Es ist ihm also nicht gelungen, sich das fremde Land anzueignen.
Die Heuschrecken überwinden in der Erzählung alle menschengemachten Grenzen. Es wird beschrieben, wie sie ursprünglich aus dem Sudan über Ägypten nach Palästina, Syrien, Persien und Turkmenistan kamen. Damit können sie auch als Symbol für den Kapitalismus verstanden werden, der sich gleichfalls ohne räumliche Grenzen ausbreitet („Heuschrecken-Kapitalismus“).
Relevant ist weiterhin die Figurenverteilung in der Erzählung. Der Protagonist ist Russe, der aus dem fortschrittlichen Norden in den Süden reist. Die Figur des turkmenischen Komiteevorsitzenden Akiamow hingegen spielt nur eine nebengeordnete Rolle. Auch die Beschreibung der Turkmenen ist stereotyp und undifferenziert. Sie werden als passiv, träge und apathisch beschrieben, dem turkmenischen Entomologen wird eine „unzulängliche Wissenschaft“ bescheinigt.